# Gué réfléchi crochet inférieur gauche
Le gué réfléchi crochet inférieur gauche (capitale , minuscule ) est une lettre de l'alphabet latin.

## Utilisation
Le gué réfléchi crochet inférieur gauche a été utilisé dans l’alphabet latin abkhaze de Yakovlev de 1930.

Alphabet abkhaze latin de 1930.
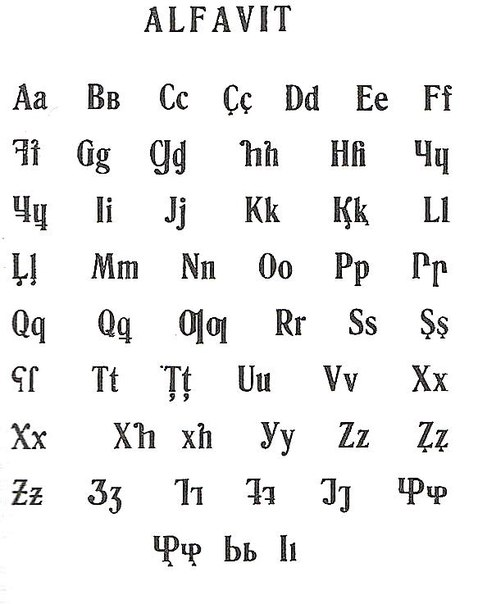
Alphabet abaza latin de 1932.

## Représentation informatique
Cette lettre ne possède pas de représentations Unicode.
| formes    | représentations | chaînes de caractères | points de code | descriptions                                                  |
| --------- | --------------- | --------------------- | -------------- | ------------------------------------------------------------- |
| capitale  |                 | —                     | —              | lettre majuscule latine gué réfléchi crochet inférieur gauche |
| minuscule |                 | —                     | —              | lettre minuscule latine gué réfléchi crochet inférieur gauche |

## Sources
- (en) Nurlan Joomagueldinov, Karl Pentzlin et Ilya Yevlampiev, Proposal to encode Latin letters used in the Former Soviet Union (no L2/11-360), 18 octobre 2011 (lire en ligne)
- (en) Nurlan Joomagueldinov, Karl Pentzlin et Ilya Yevlampiev, Revised proposal to encode Latin letters used in the Former Soviet Union (no L2/12-045), 29 janvier 2012 (lire en ligne)